# Aporrhiza multijuga
Espèce
Statut de conservation UICN

CRB2ab(iii) : 
En danger critique
Aporrhiza multijuga est une espèce de plantes de la famille des Sapindaceae et du genre Aporrhiza, endémique du Cameroun.

## Description
C'est un arbuste lianescent observé en forêt tropicale à basse altitude.

## Distribution
Endémique du Cameroun, très rare, l'espèce a été vue par Alois Staudt le 31 décembre 1894 à Lolodorf, dans la région du Sud. Une autre localisation, dans le parc national de Korup au sud-ouest, reste à confirmer.

## Écologie
Du fait de sa rareté, elle figure sur la liste rouge de l'UICN comme une espèce en danger critique d'extinction.